# Lethe ocellata
Lethe ocellata är en fjärilsart som beskrevs av Gustave Arthur Poujade 1885. Lethe ocellata ingår i släktet Lethe och familjen praktfjärilar. Inga underarter finns listade i Catalogue of Life.